# Nelson Évora

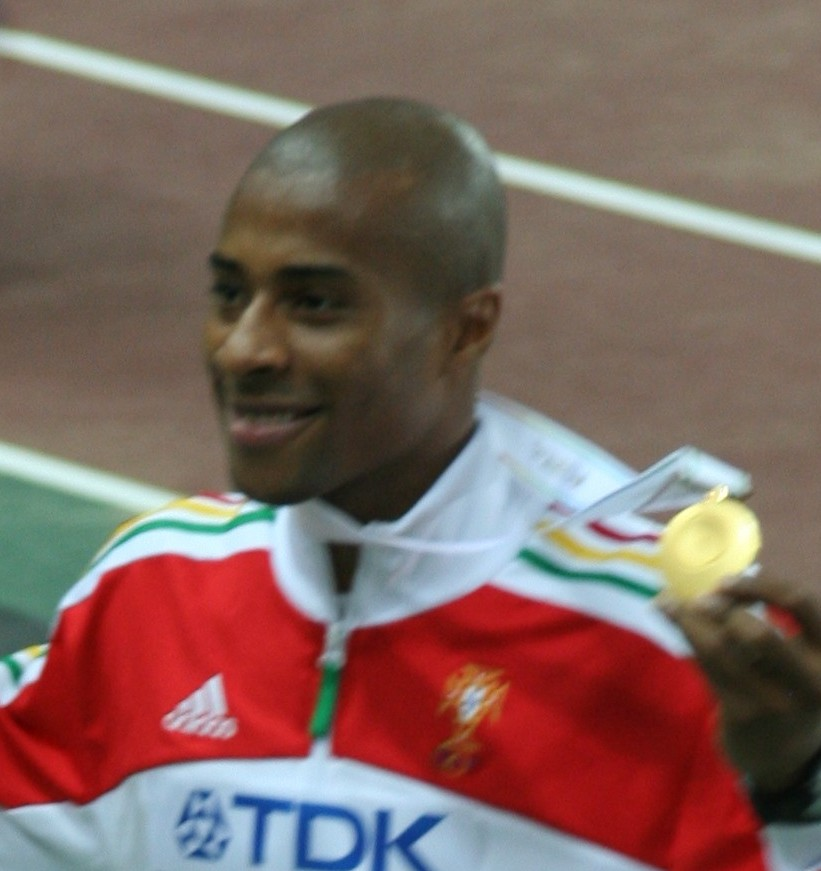
Nelson Évora toont zijn gouden medaille, WK 2007 in Osaka.

Nelson Évora (Abidjan, 20 april 1984) is een Portugese atleet, die zich heeft gespecialiseerd in het hink-stap-springen en verspringen. Bij het hink-stap-springen werd hij olympisch en wereldkampioen.

## Biografie

### Kaapverdisch recordhouder
Évora, lid van de bahá'í-gemeenschap, kwam tot 2002 uit voor Kaapverdië, toen hij de Portugese nationaliteit kreeg. Hij is geboren in Ivoorkust. Nelson emigreerde op vijfjarige leeftijd met zijn ouders naar Portugal. Hij is nog steeds Kaapverdisch recordhouder in het verspringen (7,57 m), hoogspringen (1,97 m) en hink-stap-springen (16,15 m).

### Eerste internationale successen
Nelson Évora trok voor het eerst internationaal de aandacht door zijn dubbele overwinning op de Europese kampioenschappen voor junioren in 2003; hij won er zowel het verspringen als het hink-stap-springen. Het jaar erna nam hij deel aan de Olympische Spelen van 2004, maar daar werd hij al in de voorrondes van het hink-stap-springen uitgeschakeld. Twee jaar later deed hij het op de wereldindoorkampioenschappen in 2006 met een beste sprong van 17,14 en een zesde plaats op dit onderdeel aanzienlijk beter. Op de Europese kampioenschappen van 2006 in Göteborg bereikte hij vervolgens de finale bij zowel het hink-stap-springen (vierde) als het verspringen (zesde). Op het eerste onderdeel sprong hij tijdens de kwalificatieronde bovendien een Portugees record van 17,23. Op de Europese indoorkampioenschappen van 2007 werd hij vijfde.

### Wereldkampioen in 2007, olympisch kampioen in 2008
Op 27 augustus 2007 werd Évora kampioen hink-stap-springen op de wereldkampioenschappen in Osaka. Hij verbeterde hierbij zijn persoonlijk record, het Portugese record en behaalde een tweede beste jaarprestatie van 17,74. Op de WK indoor van 2008 in het Spaanse Valencia won hij een bronzen medaille. Met een sprong van 17,27 eindigde hij achter de Brit Phillips Idowu (goud; 17,75) en de Cubaan Arnie David Girat (zilver; 17,47).
In 2008 leverde Évora de grootste prestatie van zijn atletiekcarrière. Hij won op de Olympische Spelen van Peking een gouden medaille bij het hink-stap-springen. Met een beste poging van 17,67 versloeg hij Phillips Idowu (zilver) en Leevan Sands van de Bahama's (brons).
in het jaar dat volgde won hij het hink-stap-springen op de universiade in Belgrado en kwam hij bovendien als winnaar van het hink-stap-springen uit de bus bij de Portugeestalige Spelen te Lissabon, maar toen het erop aankwam op de WK in Berlijn werd hij voorbijgestreefd door Phillips Idowu, die hem ditmaal met een beste prestatie van 17,83 bijna twintig centimeter de baas bleef.

### Terugval door blessures
In 2010 kwam hij, gedwongen door opeenvolgende blessures, nauwelijks aan springen toe. Slechts één wedstrijd kwam hij dat jaar in actie. In de winter die volgde wist Évora de periode van blessures achter zich te laten en was hij na drie indoorwedstrijden goed op weg om weer op niveau deel te kunnen nemen aan de EK indoor in Parijs, toen hij een week ervoor een voetblessure opliep die zijn plannen dwarsboomde en zijn deelname verhinderde. Weer moest hij zich na een herstelperiode herpakken, maar hij bleef goede hoop houden om op de WK in Daegu te kunnen schitteren. Dat lukte slechts gedeeltelijk. Want hoewel hij erin slaagde om in de Zuid-Koreaanse stad zijn beste seizoenprestatie van 17,35 te leveren, kwam hij er niet verder mee dan de vijfde plaats. Het was ditmaal de Amerikaan Christian Taylor die met de eer ging strijken door met 17,96 de beste wereldjaarprestatie af te leveren.
In 2012 blesseerde Évora zijn scheenbeen tijdens de opwarming voor een meeting in Lissabon zo ernstig, dat hij hieraan moest worden geopereerd. Het had tot gevolg dat hij dat jaar verder niet in actie kon komen en dus ook niet in staat was om zijn olympische titel op de Spelen van Londen te verdedigen. Het duurde lang, voordat hij in 2013 weer in wedstrijden uitkwam en toen dat eenmaal het geval was en hij bij een wedstrijd in Lissabon weer tot een aansprekende prestatie van 16,68 wist te komen, kreeg hij kort daarna last van zijn knie, wat er weer toe leidde dat hij in januari 2014 een kijkoperatie moest ondergaan. Het kostte hem gelukkig niet opnieuw een heel jaar, want in juli kwam hij tijdens de Meeting Areva in Parijs, onderdeel van de Diamond League-serie, met 16,97 en een vierde plaats alweer goed voor de dag. Op de EK in Zürich werd hij vervolgens met 16,78 zesde. Een topjaar was het dus weliswaar niet, maar Évora leek, na jarenlange blessureperikelen, de terugweg omhoog weer te hebben gevonden.

### Europees indoorkampioen
Het bewijs dat zijn oude vorm weer was teruggekeerd leverde Évora in 2015. Op de EK indoor in Praag veroverde hij met 17,21 zijn eerste Europese titel bij het hink-stap-springen, waarna hij zich later dat jaar op de WK in Peking het brons toe-eigende met een sprong van 17,52, de beste prestatie van de Portugees sinds zes jaar. Christian Taylor was hier met 18,21, slechts acht centimeter onder het wereldrecord uit 1995 van Jonathan Edwards, een klasse apart.
In het olympische jaar dat volgde wist hij het niveau van 2015 niet goed vast te houden. Évora nam weliswaar deel aan zowel de WK indoor in Portland als de Olympische Spelen in Rio, maar bij beide gelegenheden kon hij zich op het hink-stap-springen niet mengen in de strijd om de medailles; in Portland werd hij met 16,89 vierde, in Rio de Janeiro met 17,03 zesde. Beter voor elkaar had de inmiddels 33 jaar oude Portugees het in 2017. Tijdens het indoorseizoen slaagde hij erin om op de EK indoor in Belgrado zijn Europese titel te prolongeren met een beste sprong van 17,20. Op de WK in Londen later dat jaar wist hij er, net als twee jaar eerder, met 17,19 opnieuw brons uit te slepen, al moet gezegd dat de Amerikanen Christian Taylor (goud met 17,68) en Will Claye (zilver met 17,63) een maatje te groot voor hem waren.

### Na tien jaar indoorrecord verbeterd
Hoezeer hij zijn oude sprongkracht had hervonden bewees Évora vervolgens op de WK indoor van 2018 in Birmingham. Met 17,40 moest hij slechts drie centimeter toegeven op winnaar Will Claye (goud met 17,43) en één centimeter op de Braziliaan Almir dos Santos (zilver met 17,41). Bovendien verbeterde hij zijn eigen nationale indoorrecord uit 2008 met zeven centimeter. Nog nooit was een zege bij het hink-stap-springen op een WK indoor zo zwaar bevochten geweest als in Birmingham.

## Titels
- Olympisch kampioen hink-stap-springen - 2008
- Wereldkampioen hink-stap-springen - 2007
- Europees indoorkampioen hink-stap-springen - 2015, 2017
- Universitair kampioen hink-stap-springen - 2009
- Portugeestalige Spelen kampioen hink-stap-springen - 2006, 2009
- Portugees kampioen hink-stap-springen - 2003, 2004, 2006, 2007
- Portugees kampioen verspringen - 2006, 2007
- Portugees indoorkampioen hink-stap-springen - 2003, 2006, 2007, 2008
- Portugees indoorkampioen verspringen - 2002, 2006, 2007, 2008
- Europees juniorkampioen hink-stap-springen - 2003
- Europees juniorkampioen verspringen - 2003

## Persoonlijke records
Outdoor
| Onderdeel          | Prestatie       | Datum            | Plaats   |
| ------------------ | --------------- | ---------------- | -------- |
| verspringen        | 8,10 m          | 23 juni 2007     | Milaan   |
|                    | 7,57 m (KV NR)  | 25 mei 2002      | Lissabon |
| hink-stap-springen | 17,74 m (NR)    | 27 augustus 2007 | Osaka    |
|                    | 16,15 m (KV NR) | 10 juni 2001     | Braga    |

Indoor
| Onderdeel          | Prestatie       | Datum            | Plaats     |
| ------------------ | --------------- | ---------------- | ---------- |
| hoogspringen       | 1,97 m (KV NR)  | 5 februari 2000  | Espinho    |
| verspringen        | 8,08 m          | 11 februari 2006 | Espinho    |
|                    | 7,50 m (KV NR)  | 10 februari 2002 | Espinho    |
| hink-stap-springen | 17,40 m (NR)    | 3 maart 2018     | Birmingham |
|                    | 15,61 m (KV NR) | 3 maart 2001     | Lissabon   |

## Palmares

### hink-stap-springen
Kampioenschappen
- 2002: 6e WK U20 - 15,87 m
- 2003:  EK U20 - 16,43 m
- 2004: 23e in kwal. OS - 15,72 m
- 2005:  EK U23 - 16,89 m
- 2005: 4e Europacup B - 16,58 m
- 2006: 6e WK indoor - 17,14 m
- 2006:  Portugeestalige Spelen te Macau - 16,30 m
- 2006: 4e EK - 17,07 m
- 2007: 5e EK indoor - 16,97 m
- 2007:  WK - 17,74 m
- 2007:  Wereldatletiekfinale - 17,30 m
- 2008:  WK indoor - 17,27 m
- 2008:  OS - 17,67 m
- 2009:  Universiade - 17,22 m
- 2009:  Portugeestalige Spelen 2009 te Lissabon - 17,15 m
- 2009:  WK - 17,55 m
- 2011: 5e WK - 17,35 m
- 2014: 6e EK - 16,78 m (in kwal. 16,82 m)
- 2015:  EK indoor - 17,21 m
- 2015:  WK - 17,52 m
- 2016: 4e WK indoor - 16,89 m
- 2016: 6e OS - 17,03 m
- 2017:  EK indoor - 17,20 m
- 2017:  WK - 17,19 m
- 2018:  WK indoor - 17,40 m (NR)

Golden League-podiumplekken
- 2007:  Meeting Gaz de France – 17,28 m
- 2007:  Weltklasse Zürich – 17,18 m
- 2007:  Memorial Van Damme – 17,14 m
- 2007:  ISTAF – 17,07 m
- 2009:  Weltklasse Zürich – 17,38 m

### verspringen
- 2001:  European Youth Olympic Festival - 7,49 m
- 2003:  EK U20 - 7,83 m
- 2006:  Europa Cup B - 8,05 m
- 2006: 6e EK - 7,91 m

1896: James Connolly ·
1900: Meyer Prinstein ·
1904: Meyer Prinstein ·
1908: Tim Ahearne ·
1912: Gustaf Lindblom ·
1920: Vilho Tuulos ·
1924: Nick Winter ·
1928: Mikio Oda ·
1932: Chuhei Nambu ·
1936: Naoto Tajima ·
1948: Arne Åhman ·
1952: Adhemar da Silva ·
1956: Adhemar da Silva ·
1960: Józef Szmidt ·
1964: Józef Szmidt ·
1968: Viktor Sanjejev ·
1972: Viktor Sanjejev ·
1976: Viktor Sanjejev ·
1980: Jaak Uudmäe ·
1984: Al Joyner ·
1988: Christo Markov ·
1992: Mike Conley ·
1996: Kenny Harrison ·
2000: Jonathan Edwards ·
2004: Christian Olsson ·
2008: Nelson Évora ·
2012: Christian Taylor ·
2016: Christian Taylor ·
2020: Pedro Pablo Pichardo ·
2024: Jordan Díaz
1983 Zdzisław Hoffmann ·
1987 Christo Markov ·
1991 Kenny Harrison ·
1993 Mike Conley ·
1995 Jonathan Edwards ·
1997 Yoelbi Quesada ·
1999 Charles Friedek ·
2001 Jonathan Edwards ·
2003 Christian Olsson ·
2005 Walter Davis ·
2007 Nelson Évora ·
2009 Phillips Idowu ·
2011 Christian Taylor ·
2013 Teddy Tamgho ·
2015 Christian Taylor ·
2017 Christian Taylor ·
2019 Christian Taylor ·
2022 Pedro Pablo Pichardo ·
2023 Hugues Fabrice Zango